# 冰岛语音系
与许多语言不同，冰岛语在发音方面只有非常小的方言差异。 该语言既有单元音也有双元音，许多辅音可以是浊音或清音。
冰岛语在爆破音之间有送气对比，而不是发声对比，类似于法罗语、丹麦语和标准普通话。预送气清音塞也很常见。然而，摩擦音和响亮的辅音音素在语音中表现出规律的对比，包括鼻音（在世界语言中很少见）。此外，辅音有长短对立，但元音没有。在冰岛语中，重音总是在第一个音节上。

## 辅音
由于辅音音位之间的复杂关系，现代冰岛语中辅音音素的数量和性质存在广泛分歧。

### 主要音位变体
即使是主要音位变体的数量也存在一些争议，尽管少于音位。根据一项分析(Thráinsson 1994)，以下是潜在对比音素的图表（重要的语音区别在某些位置与已知音素的对比最小；不是实际音素的图表）：

### 輔音
|      | 雙唇音 | 雙唇音 | 唇齒音 | 唇齒音 | 齒音 | 齒音 | 齒齦音 | 齒齦音 | 硬腭音 | 硬腭音 | 軟腭音 | 軟腭音 | 聲門音 | 聲門音 |
| ---- | ------ | ------ | ------ | ------ | ---- | ---- | ------ | ------ | ------ | ------ | ------ | ------ | ------ | ------ |
| 鼻音 | m̥      | m      |        |        | n̥    | n    |        |        | ɲ̊      | ɲ      | ŋ̊      | ŋ      |        |        |
| 塞音 | pʰ     | p      |        |        | tʰ   | t    |        |        | cʰ     | c      | kʰ     | k      | ʔ      |        |
| 擦音 |        |        | f      | v      | θ    | ð    | s      |        | ç      | ʝ      | x      | ɣ      | h      |        |
| 近音 |        |        |        | v      |      | ð    | l̥      | l ɫ    |        | ʝ      |        | ɣ      |        |        |
| 顫音 |        |        |        |        |      |      | r̥      | r      |        |        |        |        |        |        |

- /n̥、n、l̥、l/ 为齿龈音 [n̥, n, l̥, l]，而 /tʰ, t/ 是齿龈音 [t̪ʰ、t̪]。[1]
- /s/ 为尖齿龈齿擦音，[2][3] 而 /θ, ð/ 是齿龈非齿擦音 [θ̠, ð̠]。前者是舌叶音，而后者通常是舌尖音。[4][5] 它们广泛转录为 ⟨θ、ð⟩，名义上表示齿擦音]]。
- 清音 /f, s, θ, ç, x, h/ 是 紧缩的 [f, s̺, θ̠, ç, x, h]，但浊音 /v, ð, j, ɣ/ 不是很紧缩，并通常比擦音 [v, ð̠, ʝ, ɣ] 更接近近似音 {{|[ʋ, ð̠˕, j, ɣ˕]}}。（虽然 [ð̠˕] 等同于规范的 ɹ，但 ð 及其同位异音在冰岛语中不是R音。
- 字母 Rr 可以发成颤音 [r̥, r] 或 闪音 [ɾ̥, ɾ] ，主要取决于说话者。
- 声学分析表明，在实践中，[l̥] 的实现通常带有相当大的摩擦音，尤其是词尾或音节词尾 i. e，本质上是清齿龈边擦音 [ɬ]。[6]
- ⟨ll⟩ 实际发音为 [tɬ]。[6]

针对冰岛语音素提出了大量相互竞争的分析。这些问题源于上述语音在不同位置的复杂但有规律的交替和合并。

### 语音交替
不同位置的交替示例：
- [pʰ]、[f]：tæp [ˈtʰaiːp] （“不确定” 阴性)），tæpt [ˈtʰaift] （“不确定” 中性）
- [p], [f], [v]：grafa [ˈkraːva] （“挖”）、grafta [ˈkrafta] （“挖掘的”）、grafna [ˈkrapna] （“挖（过去分词）”）
- [k], [x], [ɣ], [j]：segi [ˈsɛijɪ]（“[我]说”）、sagt [ˈsaxt]（“说[过]”）、sagði [ˈsaɣðɪ]（“[我]说[过]”） 、sagna [ˈsakna] （“故事的”）

浊辅音在塞音之前是清音，因此 dag （“日子（宾格）”） 发音为 [ˈta:x]、bauð （“出价（第一/第三人称单数过去分词”） 发音为 [ˈpœiːθ] 和 gaf （给（第一/第三人称单数）） 发音为 [ˈkaːf]。甚至响音也会受到影响：dagur [ˈta:ɣʏr̥]（日子（主格单数）、ketil [ˈcʰɛ:tɪl̥]（“水壶（宾格）”）

### 限制

#### 舌背辅音（软腭、腭、声门）
“声门擦音”[h]（实际上是一个无位置的近似音）最初只出现在元音之前，并且在序列 [hp ht hk hc] 中的元音之后。后面的这些序列有时被称为单一的“预吸气”塞音；见下文。
清软腭擦音 [x] 只出现在元音和 [s] 或 [t] 之间，最初是 [kʰ] 在 [v] 之前的变体。因为它在任何一个位置都不与 [kʰ] 形成对比，所以它可以被视为 /kʰ/ 的同位异音。然而，它也与 [ɣ] 交替出现，出现在停顿之前，否则 [ɣ] 会发音。
有两组腭音。“交替腭音”[c cʰ j] 与软腭音 [k kʰ x]交替，而“非交替腭音”[j] 则不。请注意 [j] 在这里出现了两次；这两个 [j] 的行为不同，出现在不同的分布中，并用不同的字母（g 和 j）表示。这表明它们可能属于不同的音素，这确实是一个常见的分析。
一般来说，交替腭音 [c cʰ j] 仅限于出现在元音之前。软腭音 [k kʰ x ɣ] 被限制出现在除了前元音之前的任何地方。换句话说：在后元音和前圆唇元音之前，硬腭音和软腭音都可以出现；前不圆唇元音前只能出现硬腭音；在辅音之前只能出现软腭音。
对于非交替的硬颚音 [ç j]：两者都可以出现在单词的开头，后面跟一个元音。 在其他地方，只能出现一个，它必须出现在非软腭、非硬腭辅音之后。[j] 出现在元音之前，[ç] 出现在 p t k s 之后的单词末尾的几个单词中。
软腭音和交替腭音的分布如下：
开头或音节开头：只能出现四个塞音：[kʰ k cʰ c] 。
在 [s] 之后开始一个音节：只有 [k c]。
元音之间：只有 [k ɣ c j]。
在元音之后，最后或在 [v] 或 [r] 之前：只有 [kʰ ɣ]。
在元音之后，[ð] 之前：只有 [ɣ]。
在元音之后，在 [l] 之前：只有 [k]。
在元音之后，鼻音之前：只有 [kʰ k]。
在元音之后，在 [s t] 之前：只有 [x]。
虽然事实很复杂，但可以注意到 [ɣ] 只与两个软腭塞音之一形成对比，从来没有与两者形成对比，因此可以被视为在给定上下文中没有出现的任何一个的变位音。 或者，按照正字法，[ɣ] 可以被视为 /ɡ/ 的异音，其中 [k]被视为 /k/ 或 /ɡ/ 的异音，具体取决于正字法。

#### 齿龈无咝擦音
在本土词汇中，擦音 [θ] 和 [ð] 是单个音素 /θ/ 的同位异音。[θ] 用于词素开头，如 þak [ˈθaːk]（“屋顶”），以及在清辅音之前，如 maðkur [ˈmaθkʏr̥]（“蠕虫”）。 [ð] 用于元音间，如 iða [ˈɪːða]（“漩涡”）和词尾，如 bað [ˈpaːð]（“浴”），尽管它在停顿前清音为 [θ]。一些外来词（主要来自古典希腊语）在元音间环境中引入了音素 [θ]，如 Aþena [ˈaθɛna]（“雅典”）。
音素 [θ] 实际上是清齿龈无咝擦音 [θ̠]。相应的浊音音素 [ð̠] 类似，但它是舌尖音而不是齿龈音 (Ladefoged & Maddieson 1996)。

#### 无声响音
在清音 [l̥ r̥ n̥ m̥ ɲ̊ ŋ̊] 中，只有 [l̥ r̥ n̥] 出现在词首位置，例如 hné [ˈn̥jɛː]（“膝盖”）。 只有在初始位置，清音才会与相应的浊音形成对比。 最后，在送气辅音之前和清辅音之后，只有清辅音出现； 在其他地方，只有浊音出现。这清楚地表明 [m̥ ɲ̊ ŋ̊] 是非音素的。 最近，有越来越多的趋势，尤其是在儿童中，将首字母 hn 发音为浊音，例如 hnífur [ˈniːvʏr̥]（“刀”）而不是标准的 [ˈn̥iːvʏr̥]。

#### 腭音和软腭鼻音
腭鼻音 [ɲ̊ ɲ] 出现在腭塞之前，软腭鼻音 [ŋ̊ ŋ] 出现在软腭塞之前； 在这些位置，不会出现牙槽鼻音 [n̥ n]。 [ŋ] 也出现在 [l],、[t] 和 [s] 之前，删除辅音丛 [ŋkl] [ŋkt] [ŋks] 中的 [k]，并通过辅音 [k] 和 [n] 在辅音丛 [knl] [knt] [kns] 中。 腭鼻音显然是非音位的，尽管由于 [kn] 的常见删除和 [k] 合并，对 [ŋ] 存在一些争论。

#### 送气和长音对比（词中及词尾）
人们常说现代冰岛语有一种罕见的塞音，即所谓的预送气塞音 [ʰp ʰt ʰc ʰk]（例如 löpp [ˈlœʰp] “脚”），它仅出现在元音之后并且不与序列形成对比 [hp ht hc hk]（冰岛语中没有）。Ladefoged & Maddieson (1996) 从语音上注意到，在冰岛语的预送气塞中，送气比正常的后送气塞长，并且与序列 [hp ht hc hk]（或用 [x] 替换 [h]）无法区分 以其他语言出现； 因此，他们更喜欢将预送气停止作为序列进行分析。 例如，冰岛语的nótt、dóttir对应德语的Nacht、Tochter。
在元音之后，辅音长度、元音长度和送气音之间存在复杂的交替。 下表显示了中间位置和最终位置的交替 (Ladefoged & Maddieson 1996)：
| 双唇音                                  | 齿音                                              | 软腭音                           |
| --------------------------------------- | ------------------------------------------------- | -------------------------------- |
| koppar [ˈkʰɔʰpar̥] “小锅” (nom pl)       | gættir [ˈcaiʰtɪr̥] “门口” (nom pl)                 | sakka [ˈsaʰka] “沉石”            |
| kobbar [ˈkʰɔpːar̥] “年轻的海豹” (nom pl) | gæddir [ˈcaitːɪr̥] “赋予” (2nd p. sg 过去分词)     | sagga [ˈsakːa] 湿气 (obl sg)     |
| kopar [ˈkʰɔːpar̥] “铜”                   | gætir [ˈcaiːtɪr̥] “可以” (2nd p. sg 过去分词 subj) | saka [ˈsaːka] “责备”             |
| opna [ˈɔʰpna] “打开-” (vb)              | gætnir [ˈcaiʰtnɪr̥] '小心' (masc nom pl)           | sakna [ˈsaʰkna] “错过”           |
| kapp [ˈkʰaʰp] “热情”                    | vítt [ˈviʰt] “广大地” (neut sg)                   | dökk [ˈtœʰk] “暗黑” (fem nom sg) |
| gabb [ˈkapː] “骗局”                     | vídd [ˈvitː] “宽度”                               | dögg [ˈtœkː] “露水” (nom sg)     |
| gap [ˈkaːp] “开口”                      | bít [ˈpiːt] “咬” (1st p. sg pres)                 | tök [ˈtʰœːk] “掌握” (nom pl)     |
在大多数分析中，辅音长度被视为音位长度，而元音长度被视为完全由环境决定，长元音出现在重读音节中，位于单个辅音之前和某些由辅音加 [v r j] 组成的序列之前，而短元音出现在其他地方。请注意，双元音也有长有短。

#### 音素
如上所述，音素 [m̥ ɲ̊ ŋ̊ ɲ x ð]、可能 [ɣ] 和有争议的 [ŋ] 是非音素的。 除此之外，关于冰岛语中音素的数量和特性以及音素和音位变体之间的映射存在大量争论。
有许多不同的方法：
语音与正字法：
1. “语音”方法。这种方法试图尽可能接近语音。例如，这假设 [k] 和 [kʰ] 应该在所有上下文中分别被分析为音位 /k/ 和 /kʰ/（或者可能在两者不形成对比的位置作为基音素 /K ), 而 [hk] 是一个音位序列 /hk/ (或者可能是单一的预送气音 /ʰk/)。
2. “正字法”方法（例如 Thráinsson 1978）。 这种方法将正字法（即拼写）作为基本音素的近似指示。 这种方法通常假定，例如，音位 /k/ 和 /ɡ/是根据正字法出现的（即 /k/ 写为 k，/ɡ/ 写为 g），其中 /k/ 有同位异音 [kʰ]， [k] 和 [x] 取决于上下文，而 /ɡ/ 有同位异音 [k]、[ɣ] 和 [x]。 [hk] 被解析为 /k/ 或 /kk/，而 [kk] 被解析为 /ɡɡ/，同样与正字法一致。 一个变体会假设 /k/ 和 /ɡ/ 在无法区分两者的上下文中合并为一个基音素 /K/，例如 在 /s/ 或 /t/ 之前，两者都发音为 [x]。 请注意，在这种方法中，特定音素通常是不同音素的同位异音，具体取决于上下文； 例如 [k] 最初会被当作 /ɡ/，但在元音之间会被当作 /k/。